# Андре Курреж
Андре Курреж (фр. André Courrèges; нар. 9 березня 1923, По, департамент Атлантичні Піренеї, Франція — пом. 8 січня 2016, Неї-сюр-Сен, департамент О-де-Сен, Франція) — французький модельєр, засновник модного будинку свого імені. У 1949 році влаштувався в будинок високої моди Крістобаля Баленсьяги, де працював десять років. У 1961 році разом зі своєю майбутньою дружиною Коклін Барр'єр заснував будинок високої моди «Courrèges». Першим із кутюр'є показав мініспідниці, шорти та жіночі брючні костюми, створив літні чоботи, трапецієподібну сукню, пропагував функціональний, молодіжний, футуристичний та спортивний стиль в одязі. Близько 30 років страждав на хворобу Паркінсона, помер 8 січня 2016 року.

## Біографія

### Ранні роки
Народився 9 березня 1923 року в місті По департаменту Атлантичні Піренеї регіону Нова Аквітанія. З ранніх років малював, створював ескізи одягу та хотів займатися дизайном у художній школі, але його батько, дворецький у маєтку, не схвалював його захоплення, бо хотів, щоб син став інженером. За словами Куррежа, на його вибір професії модельєра вплинуло те, що ще в ранні роки він звертав увагу на те, як одягаються його подруги та знайомі, і найчастіше їхній одяг він не схвалював. Крім того, звернення Куррежа до світу моди можна пояснити тим, що його дитинство пройшло в курортному регіоні, де було багато елегантно одягнених представників французької та закордонної еліти.Однак, попри художні схильності на вимогу батька, він все-таки вступив до престижної паризької Національної школи мостів і доріг, де здобув освіту архітектора. Певний час працював інженером-мостобудівником, а у віці 23 років перебрався до Парижа. Під час Другої світової війни був пілотом ПКС Франції.

### Професійна діяльність

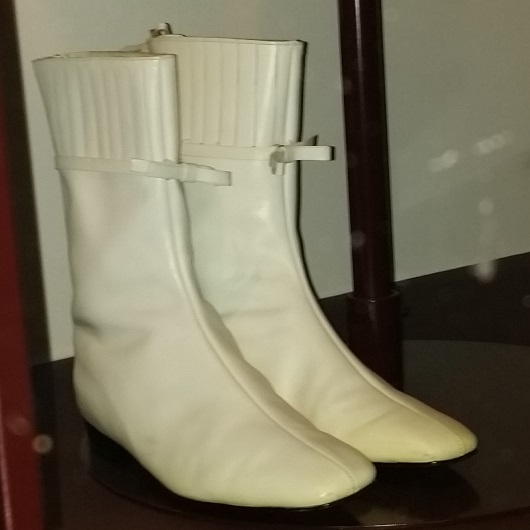
Чоботи André Courrèges (Go-go boots). Андре Курреж, 1965

Після закінчення війни повернувся до Парижа, вступив до школи при Синдикаті високої моди (фр. École de la chambre syndicale de la couture parisienne) та влаштувався малювальником до модного будинку Жанни Лафарі (фр. Jeanne Lafaurie), де пропрацював близько пів року. Однак там йому не подобалося, оскільки він дійшов висновку, що у компанії погано організований виробничий процес, після чого почав підшукувати собі нове місце роботи. У зв'язку з цим він побував у багатьох паризьких кутюр'є, і зрозумів, що найкращим з усіхє Крістобаль Баленсьяга. За словами Куррежа, цей великий модельєр був «найзакінченішим і найсоліднішим» на той час у Парижі. У1949 році його прийняли асистентом до модного будинку «Balenciaga», в якому пропрацював до 1961 року. Пізніше він згадував цей період свого життя та стосунки з Баленсьягою так: «Я буквально нав'язався до нього на роботу, попри те, що їм ніхто не був потрібен. Він узяв мене звичайним підмайстром. Потім я став його заступником, працював 10 років і відкрив свою фірму».

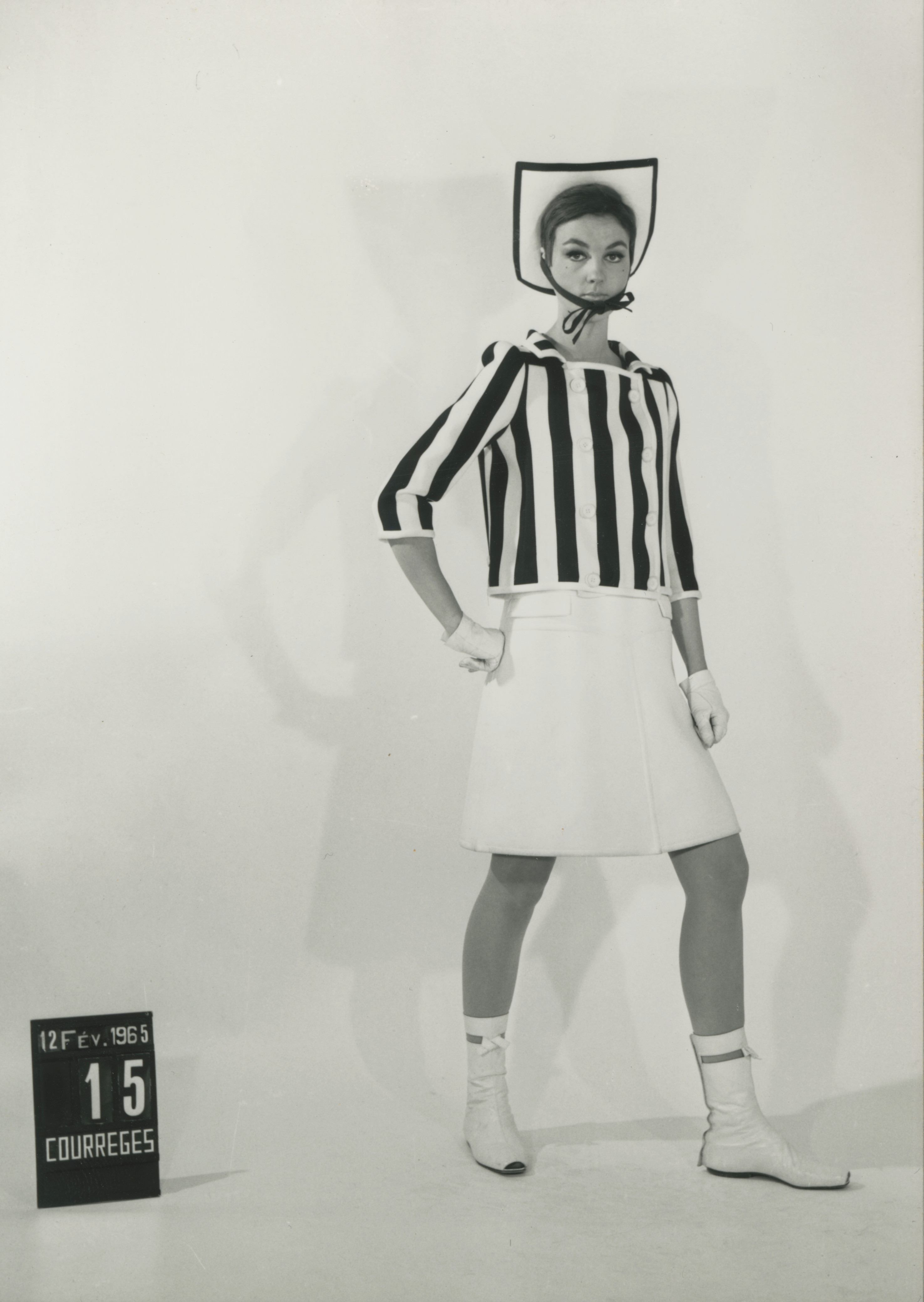
Модель із колекції 1965 року

У цей період одяг прет-а-порте, який продавався в бутіках, став більш поширеним, ніж от кутюр, поступово витісняючи її. Будинки високої моди спочатку не врахували цю тенденцію, тому кількість їхніх клієнтів скорочувалася. Серед паризьких кутюр'є першим моделі прет-а-порте створив П'єр Карден у 1957 році, за що його навіть виключили з Синдикату високої моди, але у 1960-х роках вже майже всі будинки мод почали створювати аналогічні колекції, виробництво готового одягу переросло в самостійну моду, що враховувалося всім ринком одягу. Крім того, в середині 1960-х років висока мода, багато в чому завдяки зусиллям Куррежа, зуміла повернути свою першість, запропонувавши сучасний і практичний одяг от кутюр.

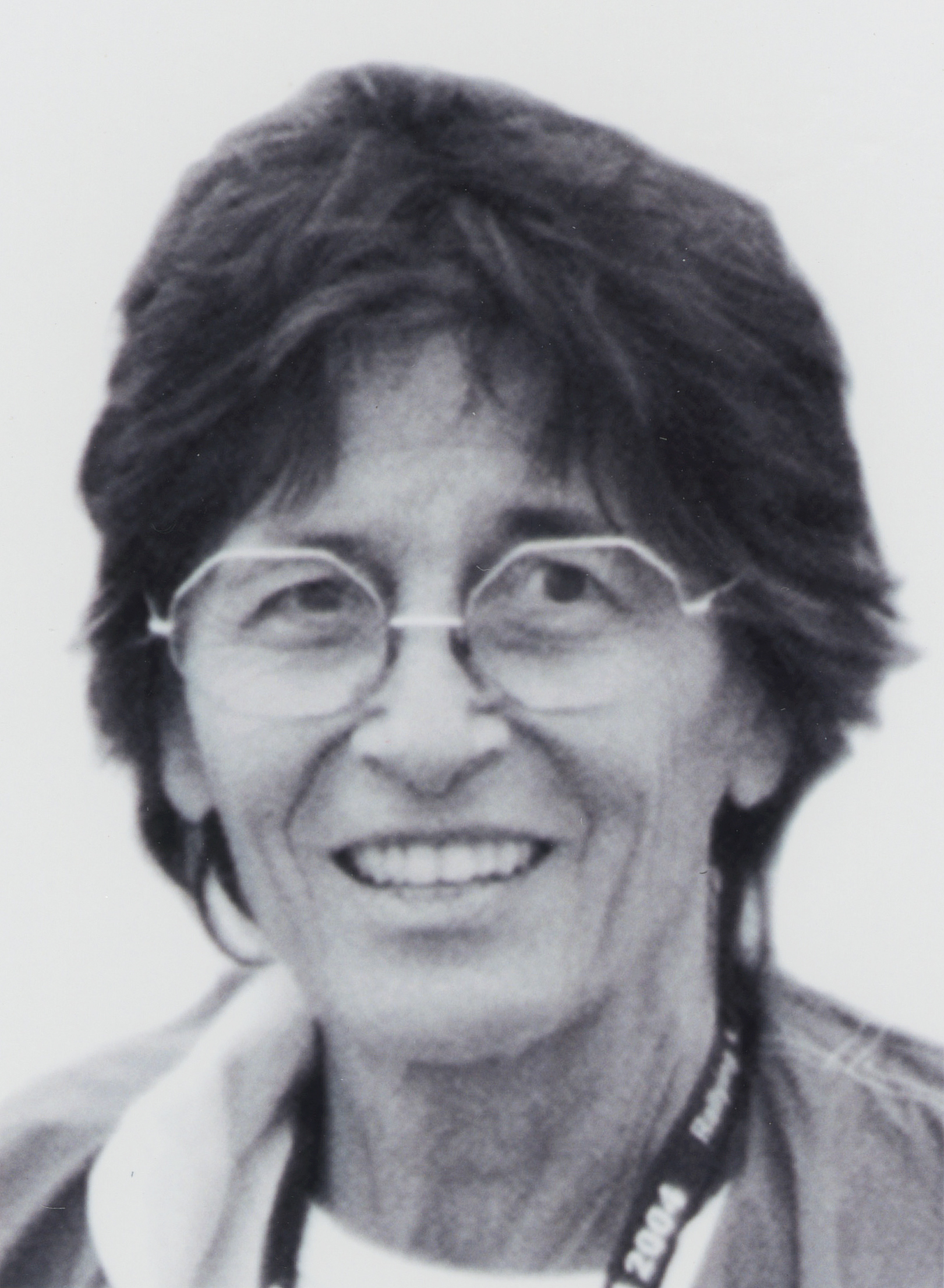
Коклін Курреж

У 1961 році, за допомогою свого вчителя, Курреж спільно з іншим вихідцем з компанії Баленсьяги, і своєю майбутньою дружиною — Коклін Барр'єр, відкрив будинок моди на авеню Клебер. Курреж вважав, що головними принципами у створенні одягу — функціональність і простота, а сам модельєр повинен мати чітку мету, розуміти, для чого потрібен одяг, що зрештою викличе за собою правильний вибір форми. На його думку, компанія «Courrèges» мала надати доступ до якісного, функціонального та красивого одягу широкому колу клієнток, а для реалізації цієї мети необхідно було розпочати серійне виробництво якісного готового одягу. Він перший серед модельєрів вивів моделей у мініспідницях на подіум, бо довгі спідниці перешкоджали вільному руху: «Довга спідниця заважає при швидкій ходьбі, не дозволяє жити динамічно». Його новаторський підхід виявився також у відмові від підборів та популяризації взуття на плоскому ходу. Сам він пояснював це так:
|  | Якби природою було передбачено, що ми маємо ходити на підборах висотою 10 см, то вона б створила морфологічні модифікації, такі ж складні, як наші вуха або такий досконалий інструмент, як руки, які дозволяють впізнавати речі на дотик. Треба залишатися природним. Немає смислу сьогодня в Парижі стискати собі ступні, як це колись робили китайські та японські жінки. Нащо це робити? Це зайвий клопіт. |

### Розквіт кар'єри
У 1964 році Курреж представив футуристичну колекцію, яка отримала назву «Космічна ера». Вона стала відомою у світі моди та справила значний вплив. Також вона надихнула інших модельєрів, отримала безліч наслідувань та розцінюється як перша колекція, розрахована на цільову аудиторію, яку складає молодь. Стиль колекції зумовив й інші її особливості. Так, кутюр'є відібрав для показу моделей не схожих на моделі епохи «New Look» — це були спортивно складені молоді дівчата з вузькими стегнами, які рухалися та позували інакше, ніж це було прийнято раніше. Їх знімали в русі, у незвичайних ракурсах і позах, імітувався стан невагомості тощо. Сам модельєр схарактеризував таких своїх моделей як «місячна дівчина» («The moon girl»). Ця колекція містила також оригінальні, новаторські головні убори, схожі на шоломи, а синтетичні матеріали зі сріблястим відливом перетворювали моделей на астронавток або жителів інших планет, хоча насправді ці моделі одягу призначалися для зручного носіння, мали використовуватись у реальному житті. Вже в першій колекції в «космічному стилі» Курреж увів у моду білі полуботки виготовлені з вінілу на низьких підборах. Такий тип чобіт отримав значну популярність через свою практичність, їх можна носити з мініспідницею або сукнею, а також із шортами або штанами, які можна заправити в чоботи, якщо вони обтягують, або носити поверх, якщо вони мають розріз для чобіт. Також він першим із кутюр'є ввів у моду мініспідниці, шорти та брючні костюми.
У 1967 році заснував лінії прет-а-порте: «Ргоtotyре» (прет-а-порте), «Couture Future» (прет-а-порте класу «люкс»), «Нурегbole» (недорога лінія прет-а-порте). У 1969 році у своїй другій колекції «Кутюр фютюр» він увів у лінію прет-а-порте вовняний трикотаж, який за його концепцією мав відігравати роль одягу — «другої шкіри». Для витворів, що уособлюють технологічні та соціальні зміни, модельєр використовував нові синтетичні матеріали (пластмаса та поліуретан). За словами Мішеля Червінські, цей напрям «став причиною справжньої революції в моді як у Великій Британії, так і за її межами». На думку Куррежа, його заслуга в галузі моди багато в чому полягає в тому, що йому вдалося без допомоги скальпеля хірурга зробити жінок молодшим, оскільки він прагнув, щоб у його клієнток виникло бажання подбати про красу свого тіла. Він вважав, що людям «не потрібен великий живіт» і говорив: «Я завжди хотів створювати тільки спортивну моду». Коко Шанель, негативно налаштована до його новаторських експериментів у сфері моди, говорила про нього: «Ця людина одержима ідеєю зруйнувати жінку, знищити форми її тіла, щоб перетворити її на маленьку дівчинку». Своє творче кредо та відмінність його від бачення інших модельєрів, він висловив наступними словами: «Коли мені кажуть, що я кутюр'є 2000 року, я кажу, що особисто намагаюся створювати моделі 1972 року, інші відстають від свого часу на 50 років!». Його геометричний крій одягу та колекції часто порівнювали з проєктами архітекторів-конструктивістів, називали «Корбюзьє моди» та «Че Геварою моди».

### Пізні роки
На початку 1980-х років справи у компанії «Courrèges» йшли погано, не вловивши нові тенденції на ринку моди, вона почала втрачати свої позиції, у 1983 році Куррежу довелося поступитися 50 % акцій компанії японським партнерам з групи «Itokin». Однак через 20 років йому та дружині Коклін вдалося повернути модний будинок під свій контроль і відродити його у Франції. У 2002 Курреж представив свою колекцію от кутюр. Близько 30 років він страждав на хворобу Паркінсона, помер 8 січня 2016 року в паризькому передмісті Неї-сюр-Сен. На паризьких показах весна—літо 2016, які проходили у вересні 2015-го року, провели перше шоу креативних директорів відродженої марки «Courrèges», створене Себастьєном Меєром й Арно Ваяном.